# Detroit Tribune

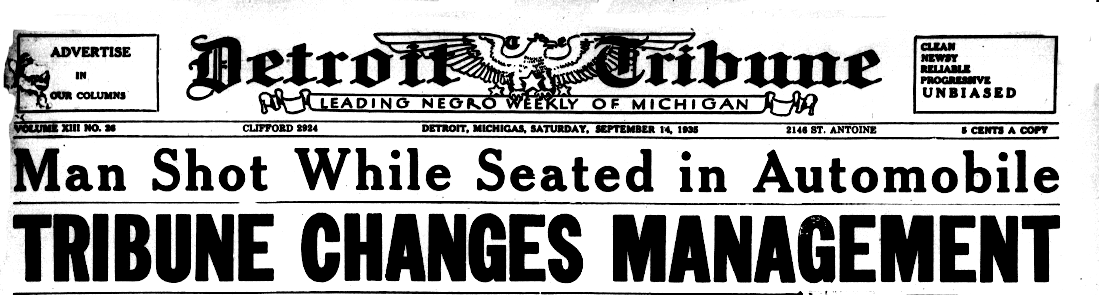
Titre du Detroit Tribune

Le Detroit Tribune était un quotidien de Detroit, dans le Michigan créé en 1849 et qui conserva ce nom jusqu'en 1862, l'année où il a fusionné avec un autre quotidien de Detroit, le Daily Advertiser, pour devenir Advertiser and Tribune. Il était concurrent du Detroit Free Press fondé en 1831.

## Histoire

### Les débuts d'un journal anti-esclavagiste
Le The Detroit Tribune, quotidien du matin, était au départ proche du parti Whig avant de s'en éloigner plus tard. Publié le premier mois sous forme hebdomadaire, il est devenu quotidien du matin, détenu par une équipe de cadres mené par Warren Martin En 1854, ce dernier appelle publiquement à créer un nouveau parti, associant les whig, qui deviendra le Parti républicain quelques années avant la Guerre de Sécession. Alors que Detroit est le point de passage le plus important du chemin de fer clandestin vers le Canada, The Detroit Tribune est résolument anti-esclavagiste. Il se fait l'écho des mouvements d'anciens esclaves créés au Canada tout proche. Des réunions pour préparer ce projet ont lieu à l'intérieur même du journal, qui les accueille. Lors d'un meeting à Detroit le 6 juin 1854, il est décidé d'organiser une convention de masse à Jackson pour créer le nouveau parti.

### L'incendie de 1873 et le départ de James Edmund Scripps
En 1862, l'équipe dirigeante a accueilli un immigrant anglais, James Edmund Scripps (1835 – 1906), qui a ensuite fondé en 1873 le Detroit News, l'année où un incendie a détruit l'entreprise, lui permettant d'être indemnisé par les assurances. 
En 1877, The Detroit Tribune a fusionné avec un nouveau journal créé onze ans auparavant, le Detroit Daily Post pour devenir le Post and Tribune, rebaptisé en 1884 Daily Post puis en 1885 Tribune.

### Le passage au quotidien du soir
En 1891, James Edmund Scripps (1835 – 1906), qui avait quitté l'entreprise, n'en a pas moins racheté les intérêts minoritaires dans le Tribune pour s'assurer qu'il puisse rester membre de l'agence Associated Press et ainsi abonné à l'actualité internationale et nationale. 
Le 1er février 1915, c'est devenu un quotidien du soir, vendu dans rues à la criée et fusionné avec un autre, le News, qui avait pour supplément dominical, The Sunday News-Tribune. En octobre 1917, il est rebaptisé The Sunday News et le mot de Tribune disparaît. Le 1er février 1919, The Detroit News rachète l'entreprise à 100 %, celle-ci intégrant alors le groupe E. W. Scripps Company, dirigé par Edward Willis Scripps (1854 – 1926), le jeune demi-frère de James Edmund Scripps (1835 – 1906), décédé depuis 1906. Celui-ci veut développer les quotidiens du soir, en lien avec la création de stations de radio, pour profiter des nouvelles frzaiches apportées au groupe par son agence de presse en pleine croissance, l'United Press.

### Le nom utilisé plus tard par un hebdomadaire local
Beaucoup plus tard, le mot de Tribune a refait surface avec la création d'un hebdomadaire très différent, le Detroit Tribune, publié de 1935 to 1966, et sous-titré "The Newsjournal of the Metropolitan Community". C'était le successeur du Tribune Independent of Michigan, résultat de la fusion entre le Detroit Independent, créé en 1907 et l'éphémère Detroit Tribune, qui portait le sous-titre "Leading Negro Weekly of Michigan". Son directeur J. Edward McCall a été accusé d'encourager les émeutes raciales à Detroit pendant la Seconde Guerre mondiale.